# Tomasz Kulesza
Tomasz Jerzy Kulesza (Jarosław; 14 de Junho de 1959 — ) é um político da Polónia. Ele foi eleito para a Sejm em 25 de Setembro de 2005 com 5621 votos em 22 no distrito de Krosno, candidato pelas listas do partido Platforma Obywatelska.